# Yelena Maciel
Yelena Carolina Maciel Vera (sinh ngày 29 tháng 10 năm 1988 tại Merida, Venezuela) là một nữ diễn viên người Venezuela. Cô được biết đến vào năm 2002 trên Telenovela của Đài phát thanh Televisión, Trapose íntimos. Năm 2015, cô đã nhận được vai chính đầu tiên của mình trong RCTV Producciones telenovela, Corazón traicionado, một sản phẩm được công chiếu 3 năm sau tại Venezuela cho Televen.

## Cuộc sống cá nhân
Maciel kết hôn với nam diễn viên người Venezuela Jonathan Montenegro vào năm 2011 và ly dị vào năm 2014. Năm 2012, cô có con gái đầu lòng, kết quả từ mối quan hệ trước đây của anh với Montenegro.

## Đóng phim
| Năm       | Tựa đề                       | Vai trò                     | Ghi chú                     |
| --------- | ---------------------------- | --------------------------- | --------------------------- |
| 2002-2003 | Trant íntimos                | María de Lộdes Lobo         |                             |
| 2004      | Qué buena se puso Lola!      | Anita                       |                             |
| 2005-2006 | Amant                        | Teresa Rivera               |                             |
| 2006-2007 | Y los Decaro marido y tees   | Eulalia "Lali" Spert Mujica |                             |
| 2008-2009 | Nadie tôi dirá como quererte | Isabelita Perez             |                             |
| 2011      | La viuda joven               | La Pelusa / Ruth Luna       |                             |
| 2014      | Escándalos                   | Sarahil Fadoul Yadhir       | Tập: "Un gato para Sarahil" |
| 2017-2018 | Corazón traicionado          | Lorena García               | Vai trò chính               |